# Масловский сельсовет (Курганская область)
Масловский сельсове́т — упразднённые административно-территориальная единица и муниципальное образование со статусом сельского поселения в составе Куртамышского района Курганской области России. 
Административный центр — село Маслово.

## История
В соответствии с Законом Курганской области от 6 июля 2004 года № 419 сельсовет наделён статусом сельского поселения.
Законом Курганской области от 25 октября 2017 года N 97, в состав Пепелинского сельсовета были включены оба населённых пункта упразднённого Масловского сельсовета.

## Население
| 1989 | 2002 | 2010 | 2012 | 2013 | 2014 | 2015 |
| ---- | ---- | ---- | ---- | ---- | ---- | ---- |
| 731  | ↘595 | ↘353 | ↘329 | ↘306 | ↘271 | ↘249 |
| 2016 | 2017 | 2018 |      |      |      |      |
| ↘240 | ↘238 | ↘225 |      |      |      |      |

## Состав сельского поселения
| № | Населённый пункт | Тип населённого пункта       | Население |
| - | ---------------- | ---------------------------- | --------- |
| 1 | Маслово          | село, административный центр | ↘284      |
| 2 | Таволжанка       | деревня                      | ↘69       |